# Thomas Keating

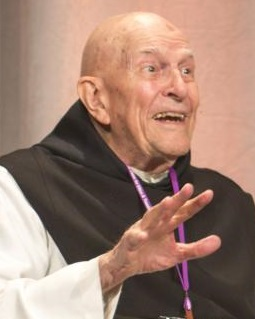
Thomas Keating w 2012

Thomas Keating, OCSO (ur. 7 marca 1923 w Nowym Jorku, zm. 25 października 2018 w Spencer, Massachusetts) – amerykański trapista, kapłan i jeden z głównych twórców modlitwy głębi (ang. Centering Prayer), współczesnej metody modlitwy kontemplacyjnej. Współzałożyciel i duchowy przewodnik Contemplative Outreach, międzynarodowej organizacji popularyzującej modlitwę kontemplacyjną.

## Życie[2][3]
Thomas Keating urodził się w Nowym Jorku. W młodości uczęszczał do Deerfield Academy, a następnie studiował na Uniwersytecie Yale, gdzie zainteresował się historią Kościoła oraz pismami mistyków chrześcijańskich. To właśnie podczas tych studiów, w 1940 roku rozpoczęło się jego zainteresowanie modlitwą kontemplacyjną. Ostatecznie podjął decyzję o wstąpieniu do seminarium.
Zanim jednak wstąpił do seminarium, o. Keating przeniósł się na Uniwersytet Fordham w Nowym Jorku, oczekując na powołanie do służby wojskowej w czasie II wojny światowej. Ostatecznie otrzymał odroczenie służby wojskowej i w styczniu 1944 roku wstąpił do surowej wspólnoty trapistów w Valley Falls w stanie Rhode Island. Miał wówczas 20 lat. W czerwcu 1949 roku otrzymał święcenia kapłańskie.
W marcu 1950 roku klasztor w Valley Falls został zniszczony przez pożar, co zmusiło wspólnotę do przeniesienia się do klasztoru św. Józefa w Spencer, Massachusetts. Niedługo po przenosinach ojciec Keating ciężko zachorował na chorobę płuc i spędził dziewięć tygodni w izolatce w szpitalu w Worcester. Po powrocie do klasztoru pozostał w infirmerii jeszcze przez dwa lata.
W 1958 roku został wysłany do Snowmass w stanie Kolorado, aby pomóc w zakładaniu nowej wspólnoty monastycznej św. Benedykta. Tam przebywał do 1961 roku, kiedy to został wybrany opatem klasztoru św. Józefa w Spencer. Pełnił tę funkcję przez dwadzieścia lat, aż do przejścia na emeryturę w 1981 roku. Po zakończeniu posługi opata, powrócił do Snowmass. Spędził tam resztę życia, z wyjątkiem ostatnich miesięcy, gdy z powodów zdrowotnych ponownie zamieszkał w klasztorze św. Józefa.
O. Thomas Keating zmarł 25 października 2018 roku w klasztorze św. Józefa w Spencer, Massachusetts, mając 95 lat. Jego życie i działalność miały znaczący wpływ na odrodzenie tradycji kontemplacyjnej w chrześcijaństwie oraz na rozwój dialogu międzyreligijnego.

## Modlitwa głębi
Podczas posługi opata w klasztorze św. Józefa, o. Keating w odpowiedzi na reformy Soboru Watykańskiego II zaprosił do klasztoru nauczycieli Tradycji Wschodniej. Spotkania te zainspirowały o. Keatinga i kilku innych mnichów do rozwinięcia nowoczesnej formy chrześcijańskiej modlitwy kontemplacyjnej, znanej jako modlitwa głębi (Centering Prayer). Innymi ważnymi twórcami tej metody byli dwaj trapistowscy mnisi o. William Meninger i o. Basil Pennington. Modlitwa głębi wywodziła się z tradycyjnych praktyk modlitewnych chrześcijaństwa, zwłaszcza z anonimowego mistycznego dzieła Chmura Niewiedzy, pochodzącego z XIV wieku. Początkowo metoda ta była skierowana do księży, ale szybko zaczęła zyskiwać popularność wśród świeckich.
O. Keating był centralną postacią w ruchu modlitwy głębi. Organizował rekolekcje i warsztaty zarówno dla duchownych, jak i świeckich, podczas których nauczał technik medytacyjnych. W 1983 roku poprowadził dwutygodniowe intensywne rekolekcje w Lama Foundation w San Cristobal w stanie Nowy Meksyk, które stały się punktem zwrotnym w historii ruchu modlitwy głębi. Wydarzenie to przyciągnęło wielu uczestników, którzy później stali się liderami ruchu kontemplacyjnego.
W 1984 roku o. Keating, wspólnie z Gustavem Reiningerem i Edwardem Bednarem, założył organizację Contemplative Outreach, której celem było wspieranie rosnącej liczby praktykujących modlitwę głębi oraz innych praktyk chrześcijańskiej medytacji, takich jak Lectio Divina. Organizacja ta oferowała szeroką gamę zasobów, warsztatów i rekolekcji, wspomagających duchową ścieżkę modlitwy kontemplacyjnej. W 1985 roku o. Keating został przewodniczącym Contemplative Outreach, pełniąc tę funkcję do 1999 roku.

## Działalność międzyreligijna i teologiczna
O. Keating był nie tylko znanym teologiem, ale także aktywnym uczestnikiem dialogu międzyreligijnego. Był zaangażowany w organizowanie Snowmass Interreligious Conference, której pierwsze spotkanie odbyło się w 1983 roku. Keating uczestniczył w spotkaniach międzywyznaniowych, dążąc do budowania mostów pomiędzy różnymi tradycjami duchowymi. Był również przewodniczącym organizacji Temple of Understanding oraz Monastic Interreligious Dialogue. Jego prace teologiczne, dotyczące duchowości chrześcijańskiej i kontemplacji, znalazły wyraz w licznych książkach i artykułach, które opublikował na całym świecie. O. Keating był również autorem serii materiałów wideo zatytułowanej Podróż duchowa, która poruszała tematykę psychologii drogi duchowej.
Keating rozwijał koncepcję Boga w ujęciu panenteistycznym (nie mylić z panteistycznym), wskazując na wszechobecność i wszechmoc Boga w każdym aspekcie stworzenia, jednocześnie podkreślając Jego transcendencję. W swoich pismach sugerował, że Jezus opisywał relację człowieka z Bogiem w sposób panenteistyczny, co miało wyraz w modlitwach Jezusa, w których mówił o jedności ludzi z Bogiem.